# プロミネンス (プロレス)
プロミネンスは、日本の女子プロレスプロモーションユニット。

## 歴史

### 2021年
- 12月1日、世羅りさ、宮城もち、柊くるみ、藤田あかね、鈴季すずが年内でアイスリボンを退団してユニットの結成を発表[1]。ユニット名は世羅が「プロミネンスは（太陽の）コロナの中から突出したもの。このコロナ禍で突出していく」という意義で命名したという。

### 2022年
- 1月1日、プロレスリングWAVE新宿FACE大会で行われた締めの、あいさつに世羅、宮城、藤田が現れてWAVEへの参戦を表明[2]。
- 1月16日、秋葉原トークライブBAR from scratchでプレ旗揚げ戦「序」を開催。
- 1月29日、スターダム愛知県体育館大会の第1試合終了後に世羅、宮城、柊、藤田、鈴季が現れて、2019年11月にアイスリボンを電撃退団してスターダムに入団したジュリアが率いるユニット「ドンナ・デル・モンド」との乱闘が展開された[3]
- 2月1日、スターダム後楽園ホール大会のセミファイナル終了後、再び5人で姿を見せて世羅の要求を朱里が受けてスターダムで世羅&藤田組対朱里&テクラ組の試合が決定[4]。
- 2月18日、新宿グラムシュタインでプレ旗揚げ戦「破」を開催。
- 2月21日、スターダム後楽園ホール大会のセミファイナルで世羅&藤田組対朱里&テクラ組戦が行われて20分時間切れ引き分けに終わる。
- 3月17日、新宿HEAD POWERでプレ旗揚げ戦「急」を開催。
- 4月24日、新木場1stRINGで旗揚げ戦「はじまりの紅炎」を開催。宮城がリングネームを「夏実もち」に改名。
- 5月6日、センダイガールズプロレスリング新木場1stRING大会の第2試合終了後に世羅、夏実が現れてDASH・チサコと松本浩代のタッグチーム「令和アルテマパワーズ」に挑戦を表明[5]。
- 5月7日、センダイガールズ宮城野区文化センター大会のメインイベントで世羅&夏実組対チサコ&松本組戦が行われて両者リングアウトに終わる[6]。
- 7月17日、WAVE後楽園ホール大会で開催された「CATCH THE WAVE」に鈴季が出場して優勝。
- 7月18日、OZアカデミー女子プロレス新宿FACE大会の第1試合終了後、尾崎魔弓がプロミネンスとの全面対抗戦を発表[7]。
- 12月29日、スターダム両国国技館大会で世羅&柊&鈴季組がアーティスト・オブ・スターダム王座を獲得[8]。

### 2023年
- 3月4日、スターダム国立代々木競技場第二体育館大会で開催された「TRIANGLE DERBY」に世羅&柊&鈴季組が出場して優勝[9]。
- 4月24日、鈴季が脱退[10]。

### 2024年
- 8月11日、PURE-J女子プロレス後楽園ホール大会で世羅がPURE-J認定無差別級王座を獲得。
- 11月4日、藤田が脱退[11]。

## 所属選手
- 世羅りさ
- 夏実もち
- 柊くるみ

## スタッフ

### レフェリー
- 石黒淳士（フリー）

### リングアナウンサー
- 富山智帆（フリー）

## 歴代所属選手
- 鈴季すず
- 藤田あかね